# بلز سونری
بلز سونری (فرانسوی: Blaise Sonnery‎؛ زادهٔ ۲۱ مارس ۱۹۸۵) دوچرخه‌سوار اهل فرانسه است.